# Нісба
Нісба (арабською мовою نسبة‎?) — це компонент арабської ономастики, який служить для вказівки на місце чи плем’я чи географічну приналежність (справжню чи ідеальну), а також професію чи войовничість у юридичній школі (мазхабі) чи теології .